# Stefano Pisetta
Stefano Pisetta (Trento, 27 agosto 1977) è un batterista e percussionista italiano.

## Biografia
Stefano Pisetta è nato a Trento il 27 agosto 1977 ed ha iniziato fin dalla tenera età lo studio della batteria. Polistrumentista (suona basso, chitarra, tastiere e pianoforte) e musicista poliedrico, spazia tra il mondo della musica classica, nel quale si forma, il jazz e il pop. Si è diplomato in percussioni nel 1996 con il Prof. Sergio Torta e in musica jazz nel 1999 con Franco D'Andrea presso il Conservatorio “F.A. Bonporti” di Trento, dove ha inoltre studiato composizione.
Nel 1993 partecipa al tour europeo dell'orchestra giovanile europea Gustav Mahler diretta da Claudio Abbado e si perfeziona nello studio delle percussioni classiche con David Searcy e Mike Quenn. Nel 1999 inizia la sua collaborazione di batterista con il chitarrista Andrea Braido con il quale svolge le prime importanti produzioni in studio di registrazione e un rilevante numero di concerti in tutta Italia; suona successivamente in Big Band con alcuni importanti artisti del jazz del panorama internazionale come Maria Schneider, Uri Caine, Carla Bley e Steve Swallow nei laboratori della rassegna trentina “Itinerari jazz”. Nel 2001 collabora con Mina registrando il DVD Mina In Studio e dal 2003 al 2009 è impegnato con Fiorella Mannoia suonando come percussionista nei suoi tour e in studio. Nel 2007, sotto la guida del prof. Roberto Cipelli, consegue il Diploma Accademico di Secondo livello in Discipline Musicali ad indirizzo interpretativo-compositivo in Jazz con la votazione 110/110 e lode.
Dal 2006 inizia la sua importante collaborazione con Claudio Baglioni nel tour Tutti Qui, partecipa alle edizioni di O'scia' a Lampedusa e a numerosi concerti sia in Italia che all'estero. Viene inoltre coinvolto nella registrazione del disco Q.P.G.A., alla realizzazione del quale segue un tour e un DVD “Q.P.G.A. FilmOpera”. Nel 2014 prosegue il sodalizio con il noto cantautore romano nel tour Con VOI, nel quale suona sia la batteria che la chitarra. Nel 2015 partecipa al tour Capitani Coraggiosi di Claudio Baglioni e Gianni Morandi.
Negli anni alterna la sua attività sia come arrangiatore che come compositore di musica pop e jazz). Ha collaborato con i migliori produttori e arrangiatori di musica leggera italiana; tra questi Massimiliano Pani, Piero Fabrizi, Paolo Gianolio, Fio Zanotti. Ha suonato inoltre con Laura Pausini, Riccardo Cocciante, Fabio Concato, Angelo Branduardi, Loredana Bertè, Marco Masini, Luca Barbarossa, Paolo Vallesi, Luca Carboni nell'ambito della rassegna O'scià di Lampedusa. È docente di Musica d'insieme pop-rock e Batteria pop presso il Conservatorio “F.A.Bonporti” di Trento.

## Discografia
- 2001 Mina Mina in studio (DVD)
- 2002 Mina CD Mina per Wind 2 (Certe cose si fanno/Oggi sono io)
- 2004 Fiorella Mannoia CD Concerti
- 2006 Fiorella Mannoia DVD Live in Roma 2005
- 2006 Claudio Baglioni Quelli degli altri tutti qui (DVD)
- 2006 Claudio Baglioni Tutti qui (CD)
- 2007 Claudio Baglioni Buon viaggio della vita/anteprima tour tutti qui
- 2008 Fiorella Mannoia Il movimento del dare (CD)
- 2015 Stefano Pisetta -  Milkshake